# 허청일
허청일(許淸一, 1941년 7월 10일 ~ )은 대한민국의 군인 출신 정치인이다. 제11·12대 국회의원을 지냈다. 본관은 하양이며, 경상북도 경산군 출신이다

## 학력
- 경북고등학교 졸업
- 육군사관학교 졸업
- 육군보병학교 졸업
- 국방대학교 행정학사 졸업
- 연세대학교 행정대학원 행정학 석사 졸업

## 경력
- 국회건설위간사
- 원내부총무
- 민주정의당 총재 비서실장
- 민주정의당 중앙집행위원회 상임위원
- 민주정의당 정무위원
- 헌법개정 특별위원회 제1분과 위원장(국회)
- 민주자유당 행정위원(1991년)

## 역대 선거 결과
|  | 35.6% |

|  | 34.01% |

|  | 27.07% |